# Lepenica (Velika Morava)
Pour les articles homonymes, voir Lepenica.
La Lepenica (en serbe cyrillique : Лепеница) est une rivière de Serbie. Elle a une longueur de 48 km et elle est un affluent gauche de la Velika Morava.
La Lepenica appartient au bassin versant de la mer Noire. Elle n'est pas navigable.

## Géographie
La Lepenica prend sa source dans les monts Gledićke planine, près de la colline de Stolica, sur le territoire du village de Goločelo. Elle traverse la plaine de Kragujevac du sud-ouest au nord-est jusqu'au mont Šupljaj et à Badnjevac puis oriente sa course vers l'est dans la plaine de Badnjevac. Elle se jette dans la Velika Morava après une course de 48 km à la hauteur du monastère de Miljkovo.
Tout au long de son parcours, la rivière reçoit les eaux de nombreux petits affluents comme la Dračka reka, le Divostinski potok, l'Erdoglijski potok, le Sušički potok, la Petrovačka reka et le Cvetojevački potok sur sa gauche, ou encore la Grošnička reka, la Ždraljica, le Bresnički potok et le Kormanski potok sur sa droite.